# Nuevo Coyoacán
Nuevo Coyoacán är en ort i Mexiko.   Den ligger i kommunen Cintalapa och delstaten Chiapas, i den sydöstra delen av landet, 600 km sydost om huvudstaden Mexico City. Nuevo Coyoacán ligger 701 meter över havet och antalet invånare är 181.
Terrängen runt Nuevo Coyoacán är kuperad åt nordväst, men åt sydost är den platt. Runt Nuevo Coyoacán är det ganska glesbefolkat, med 26 invånare per kvadratkilometer. Närmaste större samhälle är Villa Morelos, 12,2 km söder om Nuevo Coyoacán. Trakten runt Nuevo Coyoacán består till största delen av jordbruksmark.